# Francesc d'Assís Rucabado i Verdaguer
Francesc d'Assís Rucabado i Verdaguer (Barcelona, 26 d'abril de 1916).

## Biografia
Fill de Ramon Rucabado i Comerma, conegut escriptor, i de Clara Verdaguer i Puigdollers, membre destacada de la família Verdaguer i Callís, amb arrels en Jacint Verdaguer. Va estudiar batxillerat en Comerç i posteriorment va continuar la seva formació a l'Escola Superior d'Administració d'Empreses.
Des de jove, va mostrar un gran interès per l'art, especialment per l'escenografia, i també va desenvolupar una passió per la cartografia. En el camp musical, va ser professor de cant gregorià, director de cor i banda militar. A més, va ser impulsor i director de diverses Scholes Cantorum i de l'orquestra de Sants. Va ocupar la presidència del Centre Catòlic Parroquial de Santa Maria de Sants durant l'any 1948.
Va tenir una participació activa en la creació i direcció de diverses revistes, destacant entre elles "Revista LAUS" i "La Pobra Joana". Va exercir com a Director d'Exportació a l'empresa La España Industrial des de juliol de 1931 fins a agost de 1963. Posteriorment, va col·laborar en l'àmbit de l'exportació amb empreses com Afrisa, SA i Dulces Tarda, SA, on va organitzar el Departament d'Exportació, així com amb Clen, SA.
En l'àmbit acadèmic, va ser conseller i professor emèrit de Criteriologia de negocis al Centre de Estudios de Economía Internacional (CEDEIN).
No menys rellevant és la seva dedicació a les activitats assistencials. Cap als anys 1980, va fundar i dirigir l'Obra La Pobra Joana, una entitat benèfica que proporcionava assistència psicològica i social a persones, famílies i comunitats amb problemes psíquics. A més, va ser membre de l'Asociación Mundial de Rehabilitación Psicosocial.

## Fons personal
El fons conté la documentació generada i rebuda per Francesc d'Assís Rucabado; documentació personal i familiar; documentació d'activitats professionals relacionada, bàsicament, amb el Centro de Estudios de Economia Internacional (CEDEIN) on impartia classes com a professor de Criteriologia de negocis; documentació produïda en funció de la seva activitat associativa vinculada a diverses entitats de caràcter religiós (Scholes Cantorum, Acció Catòlica, Facultat de Teologia, Universitat de Sant Pau, etc.) i de caràcter assistencial, molt especialment la documentació que es conserva sobre l'entitat l'Obra La Pobra Joana, fundada i dirigida pel productor del fons. D'aquesta associació, que tenia com a funció principal oferir assistència psicològica, es conserva documentació de la seva constitució, de la seva organització, de la seva gestió econòmica, de les seves relacions externes i de la seva difusió; conserva, a més, dossiers de treball i expedients mèdics. El fons conté un petit volum d'obra creativa, material per a les edicions de Francesc d'Assís Rucabado, traduccions, poesia, etc. i finalment, esmentar els seus apunts relacionats amb filologia, ètica, metafísica, història, art i economia.